# Carl de la Sablière
Carl Marie Paul Blanchet de la Sablière (* 26. April 1895 in Quimper; † 29. Oktober 1979 in Gouesnach) war ein französischer Segler.

## Erfolge
Carl de la Sablière wurde 1928 in Amsterdam bei den Olympischen Spielen in der 8-Meter-Klasse Olympiasieger. Er war Crewmitglied der L’Aile VI, die in sieben Wettfahrten drei Siege einfuhr und damit vor dem niederländischen und dem schwedischen Boot mit je zwei Siegen den ersten Platz belegte. Zur Crew der L’Aile VI gehörten außerdem André Derrien, Virginie Hériot, André Lesauvage und Jean Lesieur, Skipper des Bootes war Donatien Bouché.